# Cruz da Jornada Mundial da Juventude

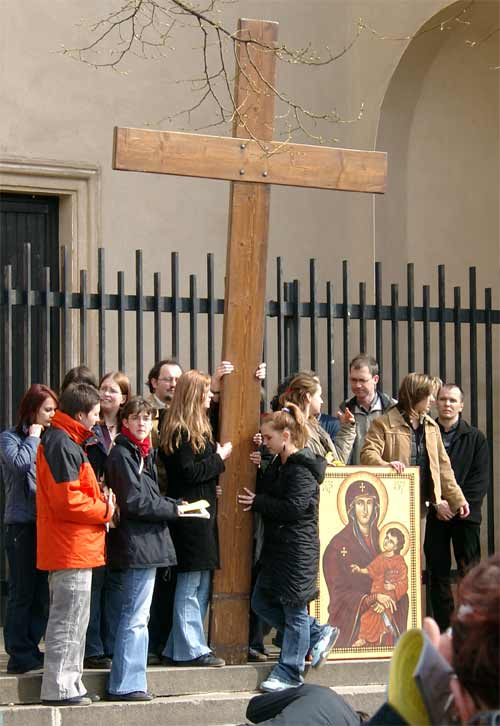
A cruz da JMJ junto do Ícone de Nossa Senhora em seu itinerário na Alemanha, em abril de 2004. Na época, o país se preparava para sediar a XX Edição do evento, na cidade de Colônia.

A Cruz da Jornada Mundial da Juventude (frequentemente abreviada para JMJ), mais conhecida como Cruz Peregrina ou Cruz dos Jovens, é um crucifixo madeira feito para viajar para vários países entre uma e outra edição da JMJ, desde 1984, a pedido do então papa João Paulo II. Ele foi entregue à juventude católica pelo próprio Papa no final do Ano Santo com as palavras: "Levem-na a todo o mundo como um sinal do amor do Senhor Jesus."
É também chamada por diferentes nomes: Cruz do Ano Santo, Cruz do Jubileu, e é um dos símbolos da Jornada Mundial da Juventude, junto com o Ícone de Nossa Senhora. O hino da Jornada Mundial da Juventude também é considerado um grande símbolo para cada edição.

## História

### Inscrição

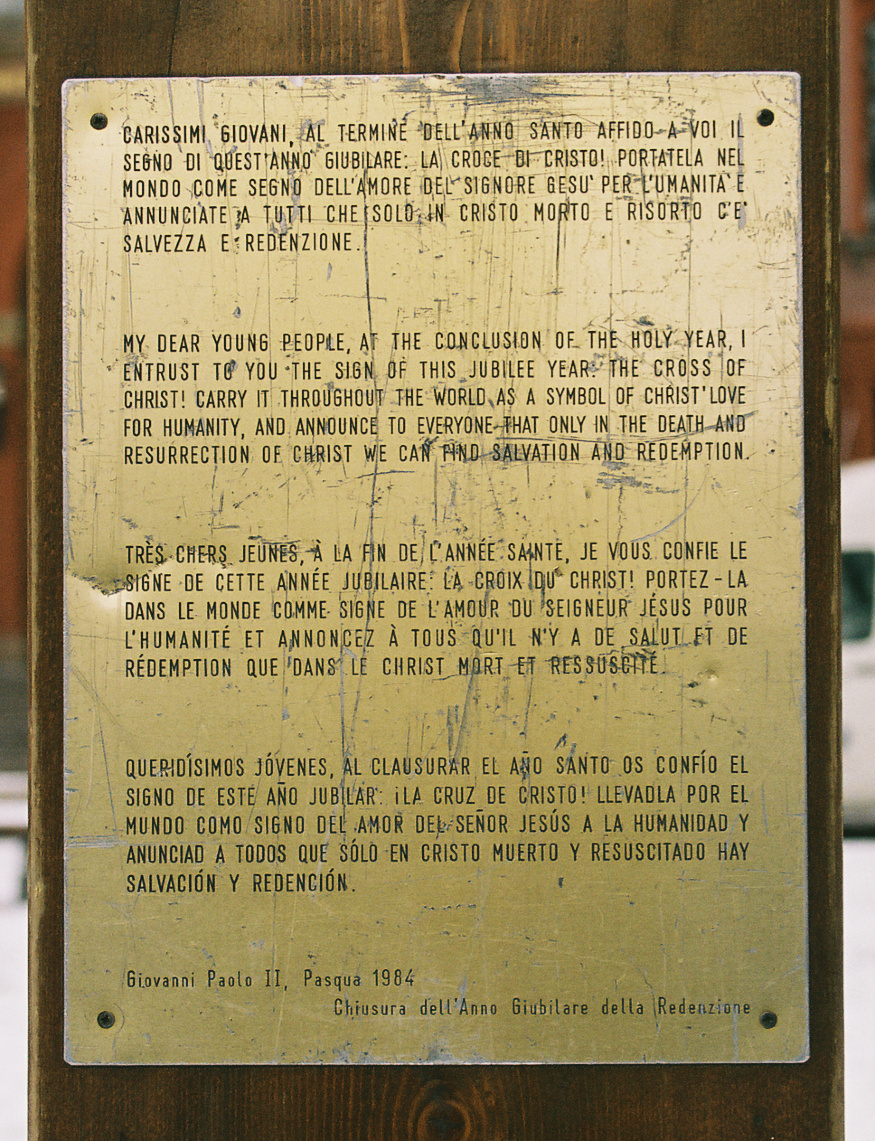
Junte-se a Cruz da Juventude

A tradução da inscrição na Cruz da Juventude da JMJ é:
| “ | Queridos jovens, no final do Ano Santo, confio-vos à natureza do Jubileu: a Cruz de Cristo. Levem-na para o mundo como um símbolo do amor de Cristo para com as pessoas e preguem a todos que só com a morte e ressurreição, há a salvação e a redenção de Cristo. | ” |

Na cruz original, que a partir de 1995 deixou de ser utilizada, devido a seu mau estado de conservação, há uma inscrição um pouco diferente. Além disso, além do italiano, há também o texto em inglês, francês e espanhol.

### Itinerário
- 1984 – O fim do Ano Santo , a cruz é dada à juventude do mundo.
- 1985 – Ao ouvir a notícia das primeiras viagens da Cruz, o Papa João Paulo II pediu para ser levado a Praga, até então ainda sob o domínio comunista. Naquele ano, o Ano Internacional da Juventude, realizado pela ONU, no Domingo de Ramos, 300.000 jovens participaram de uma reunião com João Paulo, na Basílica de São Pedro. Em dezembro, a instituição da Jornada Mundial da Juventude foi anunciada.
- 1987 - É celebrada a primeira JMJ fora de Roma, a cruz viaja para Buenos Aires, Argentina.
- 1989 – A Cruz visita a Espanha para a Jornada Mundial da Juventude em Santiago de Compostela.
- 1992 – A Cruz é pela  primeira vez confiada aos jovens da diocese que sediará a próxima Jornada Mundial da Juventude, em Denver, EUA. Também visitou a Austrália pela primeira vez .
- 2002 – Em seu trajeto pela América do Norte, a Cruz dos Jovens visita o marco zero de Nova Iorque. Ela foi levada de Montreal para Toronto a pé, uma viagem que durou 43 dias.[4]
- 2003 – Na missa de encerramento da JMJ Toronto 2002, os jovens canadenses passam a cruz para os alemães, e o Papa João Paulo II também deu a eles o ícone de Nossa Senhora, com a imagem da Salus Populi Romani, acresentando assim à peregrinação da cruz o ícone.
- 2006 – 2007 – Antes de vir para a Austrália para a Jornada Mundial da Juventude de 2008, a Cruz e o Ícone percorrem vários países na Ásia, África e Europa.
- 2008 – 2010 – A Cruz viaja para diferentes lugares e Áquila (Itália), após um terremoto que devastou a região de Abruzzi. Durante a celebração do Domingo de Ramos na Praça de São Pedro, em 2009, Bento XVI entregou a cruz e o ícone a jovens locais para peregrinação, até que chegasse a Madri para a JMJ Madri 2011.
- 2011 – Bento XVI entrega a cruz e o ícone para os jovens brasileiros, onde a peregrinação termina na cidade do Rio de Janeiro.
- 2012 – 2013 – A Cruz continua seu itinerário por diversas dioceses do Brasil. Países vizinhos também são visitados, como Paraguai, Uruguai, Argentina e Bolívia, até voltar ao Rio de Janeiro para a JMJ 2013.